# Dominique Dugay
Dominique Dugay est un poète gascon de langue d'oc né en 1643, originaire de Lavardens et primé aux Jeux Floraux et également un médecin formé à Toulouse du XVIIe siècle. 

## Publications
- Dugay, Dominique. Le Triomphe de l'Églantine. Toulouse : Antoine Colomiez, 1693. Édition disponible sur tolosana.univ-toulouse.fr
- Dugay, Dominique. Le Triomphe de la Violette'. Toulouse ? : 1895 ?
- Dugay, Dominique. Recueil de toutes les pièces gasconnes et françaises, récitées à l'Académie des Jeux Floraux de Toulouse par Dominique Dugay, de Lavardens. Toulouse : Colomiez-Maniban, 1692.

## Pour approfondir